# Coggon
Coggon és una població dels Estats Units a l'estat d'Iowa. Segons el cens del 2000 tenia 745 habitants.

## Demografia
Segons el cens del 2000, Coggon tenia 745 habitants, 277 habitatges, i 209 famílies. La densitat de població era de 456,6 habitants per km².
Dels 277 habitatges en un 36,1% hi vivien nens de menys de 18 anys, en un 63,9% hi vivien parelles casades, en un 6,9% dones solteres, i en un 24,2% no eren unitats familiars. En el 21,3% dels habitatges hi vivien persones soles l'11,6% de les quals corresponia a persones de 65 anys o més que vivien soles. El nombre mitjà de persones vivint en cada habitatge era de 2,69 i el nombre mitjà de persones que vivien en cada família era de 3,12.
Per edats la població es repartia de la següent manera: un 30,2% tenia menys de 18 anys, un 5,2% entre 18 i 24, un 29,5% entre 25 i 44, un 19,1% de 45 a 60 i un 16% 65 anys o més.
L'edat mediana era de 35 anys. Per cada 100 dones de 18 o més anys hi havia 94,8 homes.
La renda mediana per habitatge era de 45.000 $ i la renda mediana per família de 58.214 $. Els homes tenien una renda mediana de 38.958 $ mentre que les dones 26.111 $. La renda per capita de la població era de 19.871 $. Entorn del 4,4% de les famílies i el 6,2% de la població estaven per davall del llindar de pobresa.

## Poblacions més properes
El següent diagrama mostra les poblacions més properes.